# Dioctria maculata
Dioctria maculata là một loài ruồi trong họ Asilidae. Dioctria maculata được Wiedemann miêu tả năm 1818.